# Midhope Castle

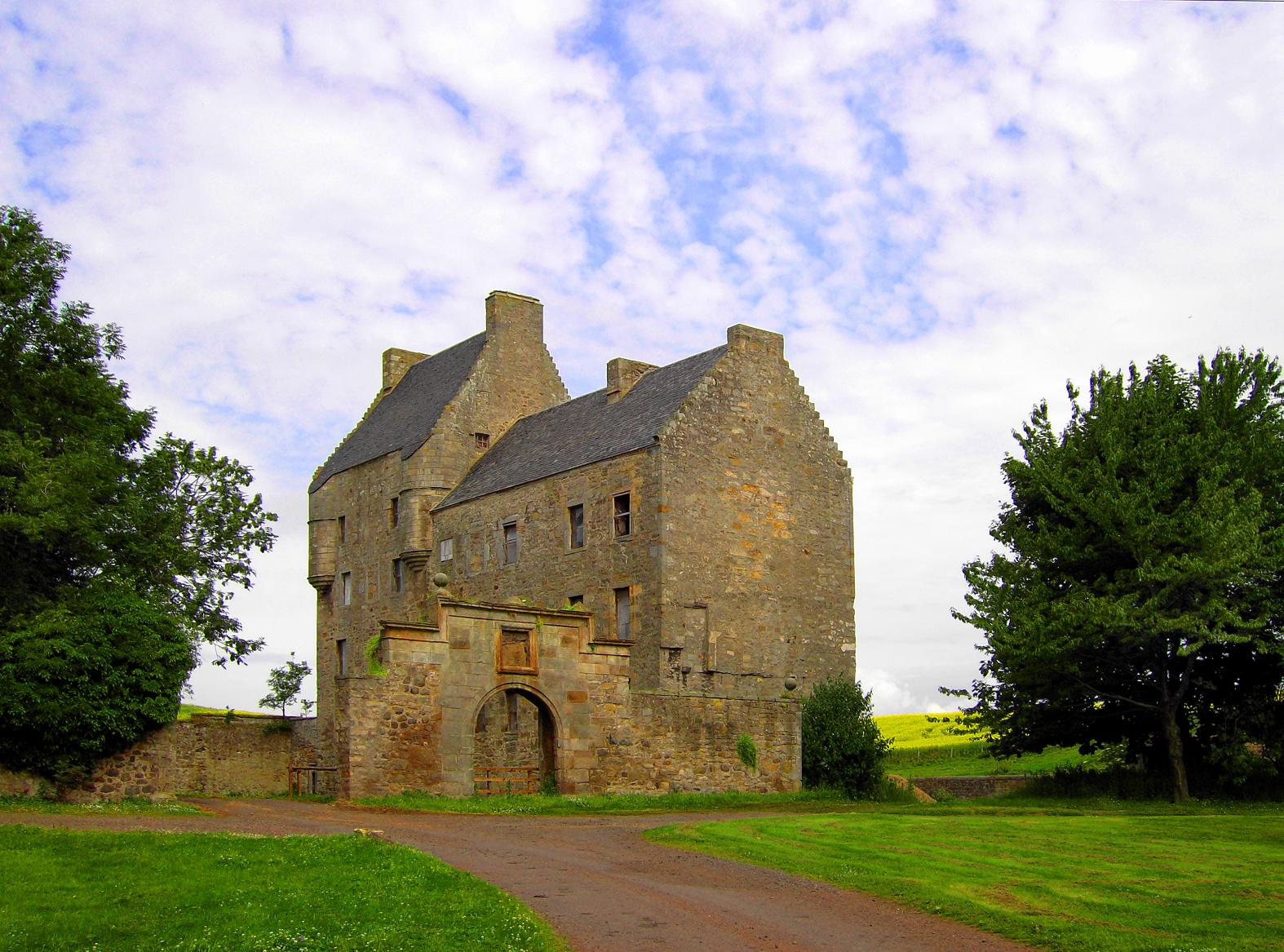
Midhope Castle

Midhope Castle ist ein Tower House nahe der schottischen Stadt South Queensferry in der Council Area West Lothian. 1971 wurde das Bauwerk in die schottischen Denkmallisten in der höchsten Denkmalkategorie A aufgenommen. Des Weiteren war es als Scheduled Monument klassifiziert. Diese Einstufung wurde jedoch 2018 aufgehoben.

## Geschichte
Als Erbauer des im späten 16. Jahrhundert entstandenen Midhope Castle gilt Alexander Drummond of Midhope vom Clan Drummond. Später ging es an die Earls of Linlithgow vom Clan Livingstone über. Zwei Anbauten an der Ostseite wurden zu einem nicht näher spezifizierten Zeitpunkt im 17. Jahrhundert hinzugefügt. Die Familie Hope erwarb das Bauwerk im Jahre 1678 und gliederte es ihrem direkt östlich gelegenen Anwesen um Hopetoun House an. Im Jahre 1926 war Midhope Castle noch bewohnt. Zuvor war es in einzelne Wohneinheiten untergliedert worden, welche den Angestellten des Anwesens zur Verfügung gestellt wurden. 1962 wurde das Bauwerk schließlich als leerstehend beschrieben und es befand sich in einem schlechten Zustand. Um 1990 wurden Restaurierungsarbeiten durchgeführt.
Auf Midhope Castle wurden die auf Lallybroch spielenden Szenen der auf den Büchern der Highland-Saga von Diana Gabaldon basierenden Fernsehserie Outlander gedreht.

## Beschreibung
Midhope Castle liegt rund vier Kilometer westlich von South Queensferry nahe dem Südufer des Firth of Forth nahe dem Bach Midhope Burn. Das ursprüngliche vierstöckige Tower House weist einen quadratischen Grundriss auf und wurde aus Bruchstein erbaut. Allein an den Scharwachttürmen wurde dieser zu Quadern behauen. Die Giebel des schiefergedeckten Satteldaches sind als Staffelgiebel gearbeitet. An der nordexponierten Frontseite befindet sich das im Stile der Renaissance gestaltete Eingangsportal, das ein Segmentgiebel mit den Initialen G. L. bekrönt. Der dreistöckige Ostflügel stammt aus dem 17. Jahrhundert. Zum gleichen Zeitpunkt wurde auch das Zufahrtstor hinzugefügt. Dessen Segmentbogen ist aus Quadersteinen gearbeitet.